# Demetriusz I Baktryjski
Demetriusz I – król greko-baktryjski panujący ok. 200–190 p.n.e., syn Eutydemosa I.
Pierwsza wzmianka o Demetriuszu pojawia się w relacji Polibiusza (XI, 34) o wojnie między władcą Seleucydów Antiochem III a Eutydemosem. Młody Demetriusz uczestniczył w finalnych negocjacjach pokojowych, których przypieczętowaniem miało być jego małżeństwo z córką Antiocha.
Po objęciu władzy po śmierci ojca rozpoczął ekspansję poza Hindukusz, w kierunku północno-zachodnich Indii. W ten sposób zapoczątkował prawie dwustuletnią obecność Greków nad Indusem (zob. Królestwo Indo-Greckie). Świadectwem podboju terenów indyjskich są monety władcy, na których kazał się przedstawiać w skórze zdartej z głowy słonia. Jako zasięg zdobyczy Demetriusza przyjmuje się najczęściej Paropamisadę i Arachozję. Izydor z Charaksu wymienia greckie miasto Demetrias w Arachozji, prawdopodobnie założone przez Demetriusza.